# Lent (Jura)
Lent ist eine französische Gemeinde im Département Jura in der Region Bourgogne-Franche-Comté.

## Geographie
Lent liegt auf 740 m, etwa fünf Kilometer östlich der Stadt Champagnole (Luftlinie). Das Bauerndorf erstreckt sich im Jura, an aussichtsreicher Lage an einem leicht nach Südosten geneigten Hang rund 140 m über dem weiten Talbecken des Val de Sirod (vom oberen Ain durchflossen).
Die Fläche des 4,11 km² großen Gemeindegebiets umfasst einen Abschnitt des französischen Juras. Der zentrale Teil des Gebietes wird von der Hochfläche von Lent eingenommen, die durchschnittlich auf 750 m liegt und mit Acker- und Wiesland sowie mit Wald bedeckt ist. Sie fällt gegen Westen, Süden und Osten zu den angrenzenden Talfurchen und -becken ab, wobei die Gemeindegrenze jeweils oberhalb des Steilhangs verläuft. Im nördlichen Teil des Gebietes befindet sich ein Talkessel des Ruisseau de Peuly, der durch die Cluse d’Entreporte mit dem Einzugsgebiet der Loudaine verbunden ist. Mit 808 m wird auf der Höhe nördlich dieses Taldurchbruchs die höchste Erhebung von Lent erreicht.
Nachbargemeinden von Lent sind Mournans-Charbonny und Charency im Norden, Sirod im Osten und Süden sowie Bourg-de-Sirod und Sapois im Westen.

## Geschichte
Seit dem Mittelalter gehörte Lent zur Pfarrei von Sirod und zur Baronie von Château-Vilain. Zusammen mit der Franche-Comté gelangte das Dorf mit dem Frieden von Nimwegen 1678 an Frankreich. 1823 fusionierte Lent mit Sirod, wurde jedoch 1842 wieder abgetrennt und bildet seither eine eigenständige Gemeinde.

## Bevölkerung
| Jahr                       | 1962 | 1968 | 1975 | 1982 | 1990 | 1999 | 2007 | 2018 |
| -------------------------- | ---- | ---- | ---- | ---- | ---- | ---- | ---- | ---- |
| Einwohner                  | 98   | 77   | 89   | 137  | 149  | 137  | 125  | 152  |
| Quellen: Cassini und INSEE |      |      |      |      |      |      |      |      |

Mit 137 Einwohnern (Stand 1. Januar 2022) gehört Lent zu den kleinsten Gemeinden des Départements Jura. Nachdem die Einwohnerzahl in der ersten Hälfte des 20. Jahrhunderts deutlich abgenommen hatte (1906 wurden noch 130 Personen gezählt), wurde seit Beginn der 1970er Jahre wieder eine Bevölkerungszunahme verzeichnet.

## Wirtschaft und Infrastruktur
Lent ist bis heute ein vorwiegend durch die Landwirtschaft geprägtes Dorf. Neben der Landwirtschaft gibt es nur wenige Arbeitsplätze im Dorf. Einige Erwerbstätige sind auch Wegpendler, die in den umliegenden größeren Ortschaften ihrer Arbeit nachgehen.
Die Ortschaft liegt abseits der größeren Durchgangsstraßen, ist aber von der Hauptstraße D471, die von Champagnole nach Pontarlier führt, leicht erreichbar. Weitere Straßenverbindungen bestehen mit Sirod und Charency.